# Leidcultuur
Leidcultuur of Leitkultur is een concept dat beschreven kan worden als een 'richtinggevende cultuur'. De term werd geïntroduceerd in 1998 door de Duits-Arabische socioloog Bassam Tibi. Vanaf 2000 werd de term prominent gebruikt in het Duitse nationaal politiek debat over nationale identiteit en immigratie.
Het gebruik van dit begrip is controversieel, omdat het gewoonlijk alleen als opdracht aan migranten wordt gebruikt; die zouden zich moeten laten leiden. De Duits-Iraanse hoogleraar Navid Kermani zei hierover: Das Grundgesetz ist verbindlicher und präziser als jeder denkbare Begriff einer Leitkultur; zugleich deutet sich darin keine Hierarchie der Menschen an, sondern allenfalls der Werte und Handlungen. Vor dem Grundgesetz sind alle gleich, in einer Leitkultur nicht. (De grondwet is verplichtender en duidelijker dan elk begrip uit een "Leitkultur". Daarnaast wordt daarmee geen hiërarchie van mensen geïmpliceerd, hoogstens van waarden en daden. Volgens de grondwet zijn allen gelijk, in een "Leitkultur" niet.)